# Tomoki Nojiri

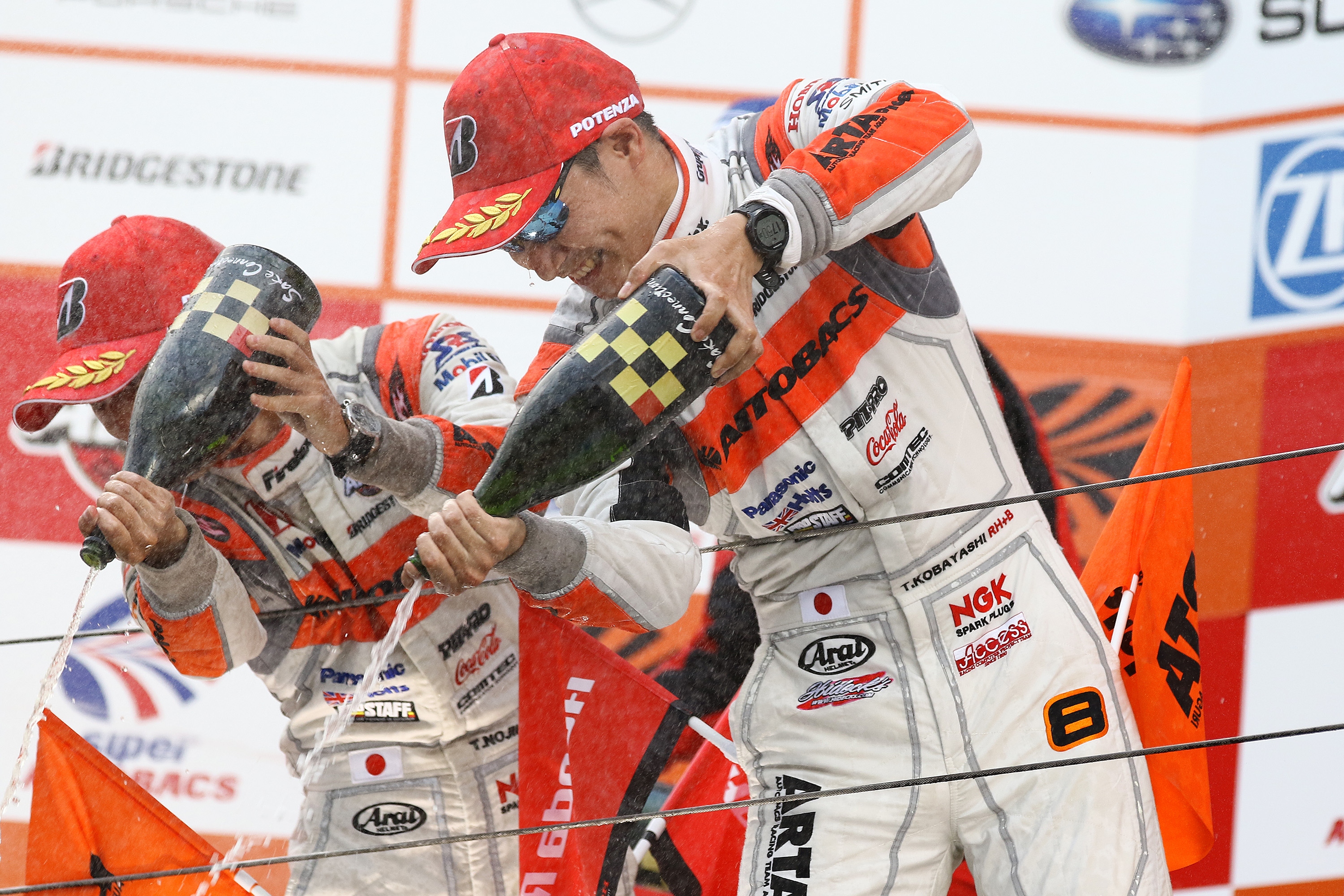
Tomoki Nojiri

Tomoki Nojiri (Japans: 野尻智紀, Nojiri Tomoki) (Chikusei, 15 september 1989) is een Japans autocoureur. In 2021 werd hij kampioen in de Super Formula.

## Autosportcarrière
Nojiri maakte zijn autosportdebuut in het karting in 2003. Hij reed vooral in Japan en won hier een aantal kampioenschappen. In 2008 debuteerde hij in het formuleracing in de Suzuka Circuit Racing School, die enkel bedoeld is om coureurs op te leiden. In 2009 maakte hij zijn competitieve debuut in de Formula Challenge Japan. Met vijf podiumplaatsen werd hij vijfde in het kampioenschap met 39 punten. In 2010 bleef hij actief in de klasse en stond hij driemaal op het podium, waardoor hij met 27 punten opnieuw vijfde werd. Tevens reed hij in deze twee jaren in de Formule BMW Pacific gedurende de seizoensfinale in Macau; in het eerste jaar kwam hij niet aan de finish, maar in het tweede jaar werd hij achter Carlos Sainz jr. tweede in de race.
In 2011 kwam Nojiri uit in de nationale klasse van het Japanse Formule 3-kampioenschap bij het team HFDP Racing. Hier won hij drie races op het Suzuka International Racing Course, de Fuji Speedway en het Okayama International Circuit en stond hij in zeven andere races op het podium. Met 89 punten scoorde hij evenveel punten als Katsumasa Chiyo, maar hij werd als tweede geklasseerd omdat Chiyo meer races had gewonnen. In 2012 reed hij in de hoofdklasse van dit kampioenschap, nog altijd bij HFDP. Hij won een race op Okayama en stond in vijf andere races op het podium, waardoor hij met 49 punten vijfde werd in de eindstand.
In 2013 reed Nojiri een derde seizoen in de Japanse Formule 3, waarin hij overstapte naar Toda Racing. Hij behaalde zeven podiumplaatsen, maar wist geen races te winnen, waardoor hij met 50 punten vierde werd in het klassement. Tevens maakte hij dat jaar zijn debuut in de GT300-klasse van de Super GT als derde coureur in een Honda CR-Z van Autobacs Racing Team Aguri naast Shinichi Takagi en Takashi Kobayashi tijdens twee races, waarin hij allebei uitviel.
In 2014 maakte Nojiri de overstap naar de Super Formula, waarin hij uitkwam voor het DoCoMo Team Dandelion Racing, en debuteerde hij tevens fulltime in de GT300-klasse van de Super GT bij het Team Mugen in een Honda CR-Z. In de Super Formula kende hij een grotendeels rustig seizoen, met als grote uitschieter een overwinning op het Sportsland SUGO. In de rest van de races kwam hij echter niet tot scoren, waardoor hij met 10 punten tiende werd in de eindstand. In de Super GT deelde hij een auto met Yuhki Nakayama en behaalde hij een podiumfinish op de Fuji Speedway, waardoor hij tiende werd in het klassement met 26 punten.
In 2015 bleef Nojiri in de Super Formula actief bij Dandelion, maar in de Super GT stapte hij over naar de GT500-klasse, waarin hij terugkeerde bij Aguri in een Honda NSX-GT. In de Super Formula behaalde hij twee podiumfinishes op Okayama en SUGO en werd hij zevende in het kampioenschap met 19 punten. In de Super GT deelde hij een auto met Kosuke Matsuura, maar kende hij een moeilijk seizoen waarin hij slechts tweemaal tot scoren kwam, met een vierde plaats in de seizoensopener op Okayama als hoogtepunt. Met 10 punten werd het duo veertiende in de eindstand.
In 2016 behaalde Nojiri in de Super Formula zijn eerste pole position op Okayama, maar in de race werd hij slechts zestiende. Op het Sportsland SUGO behaalde hij zijn enige podiumfinish van het jaar, waardoor hij met 14,5 punten negende werd in de eindstand. In de Super GT deelde hij opnieuw een auto met Matsuura, maar had hij het opnieuw lastig: twee zesde plaatsen op Fuji vormden de hoogtepunten van het seizoen. Met 16 punten werden de twee vijftiende in het klassement.
In 2017 stond Nojiri in de Super Formula op pole position op Autopolis, maar in de rest van het seizoen wist hij slechts eenmaal tot scoren te komen met een achtste plaats op de Twin Ring Motegi. Met 2 punten werd hij zeventiende in de eindstand. In de Super GT deelde hij nu de auto met Takashi Kobayashi en verging het hem een stuk beter: hij behaalde drie pole positions en won zijn eerste race in het kampioenschap in Fuji. Met 37 punten werd hij negende in het kampioenschap.
In 2018 stond Nojiri in de eerste Super Formula-race op Suzuka op het podium en eindigde hij in de rest van het seizoen regelmatig in de top 10. Met 12,5 punten werd hij zevende in de eindstand. In de Super GT deelde hij de auto met Takuya Izawa, met wie hij twee overwinningen boekte op Suzuka en Motegi. Met 71 punten werd het duo derde in het kampioenschap.
In 2019 stapte Nojiri in de Super Formula over naar het Team Mugen. In de seizoensfinale op Suzuka behaalde hij zijn eerste overwinning in het kampioenschap sinds 2014. Met 24 punten werd hij vierde in het klassement. In de Super GT deelde hij opnieuw de auto met Izawa en won hij de seizoensopener op Okayama, maar stond hij in de rest van het seizoen niet meer op het podium. Met 31 punten werden zij tiende in de eindstand.
In 2020 won Nojiri in de Super Formula een race op Autopolis, maar behaalde hij in de rest van het seizoen geen podiumfinishes meer. Met 47 punten werd hij vijfde in het eindklassement. In de Super GT deelde hij nu een auto met Nirei Fukuzumi, met wie hij een race won op Motegi en in twee andere races op het podium eindigde. Met 54 punten werd het duo vijfde in het kampioenschap.
In 2021 blijft Nojiri actief in de Super Formula en in de Super GT voor dezelfde teams. In de Super Formula kende hij zijn sterkste seizoen tot dan toe met drie overwinningen op Fuji, Suzuka en Motegi. Met nog een race te gaan werd hij gekroond tot kampioen in de klasse.